# Plagne (Ain)
Plagne egy település Franciaországban, Ain megyében. Lakosainak száma 166 fő (2022. január 1.). Plagne Charix, Échallon és Saint-Germain-de-Joux községekkel határos.

## Népesség
A település népességének változása:
| Lakosok száma | 74   | 61   | 73   | 78   | 128  | 124  | 132  | 150  | 157  | 166  |
|               | 1968 | 1982 | 1990 | 2006 | 2013 | 2015 | 2017 | 2019 | 2020 | 2022 |